# Oblivion (album)
Pour les articles homonymes, voir Oblivion.
Albums de Utopia
Utopia
(1982) POV
(1985)
Oblivion est le neuvième album du groupe Utopia, sorti en 1984.

## Titres

### Face 1
1. Itch in My Brain – 4:30
2. Love with a Thinker – 3:15
3. Bring Me My Longbow – 3:18
4. If I Didn't Try – 4:10
5. Too Much Water – 4:47

### Face 2
1. Maybe I Could Change – 4:08
2. Crybaby – 4:19
3. Welcome to My Revolution – 5:01
4. Winston Smith Takes It on the Jaw – 3:17
5. I Will Wait – 4:43